# Селма (Алабама)
Селма (енгл. Selma) град је у америчкој савезној држави Алабама. По попису становништва из 2010. у њему је живело 20.756 становника.

## Демографија
Према попису становништва из 2010. у граду је живело 20.756 становника, што је 244 (1,2%) становника више него 2000. године.
| Група             | 2000.          | 2010.          |
| Белци             | 5.875 (28,6%)  | 3.716 (17,9%)  |
| Афроамериканци    | 14.293 (69,7%) | 16.671 (80,3%) |
| Азијати           | 114 (0,6%)     | 122 (0,6%)     |
| Хиспаноамериканци | 138 (0,7%)     | 125 (0,6%)     |
| Укупно            | 20.512         | 20.756         |